# الکساندر رودچنکو

الکساندر میخایلویچ رودچنکو (به روسی: Алекса́ндр Миха́йлович Ро́дченко) هنرمند پیشرو، تندیس‌گر، نقاش، عکاس و طراح گرافیک اهل روسیه بود.
الکساندر رودچنکو یکی از بنیان‌گذاران جنبش ساخت‌گرایی و هم‌چنین طراح مد و طراح صحنه در اتحاد جماهیر شوروی بود. از وی به عنوان یکی از نوابغ هنر شوروی یاد می‌شود.